# Rådet för allmänna frågor

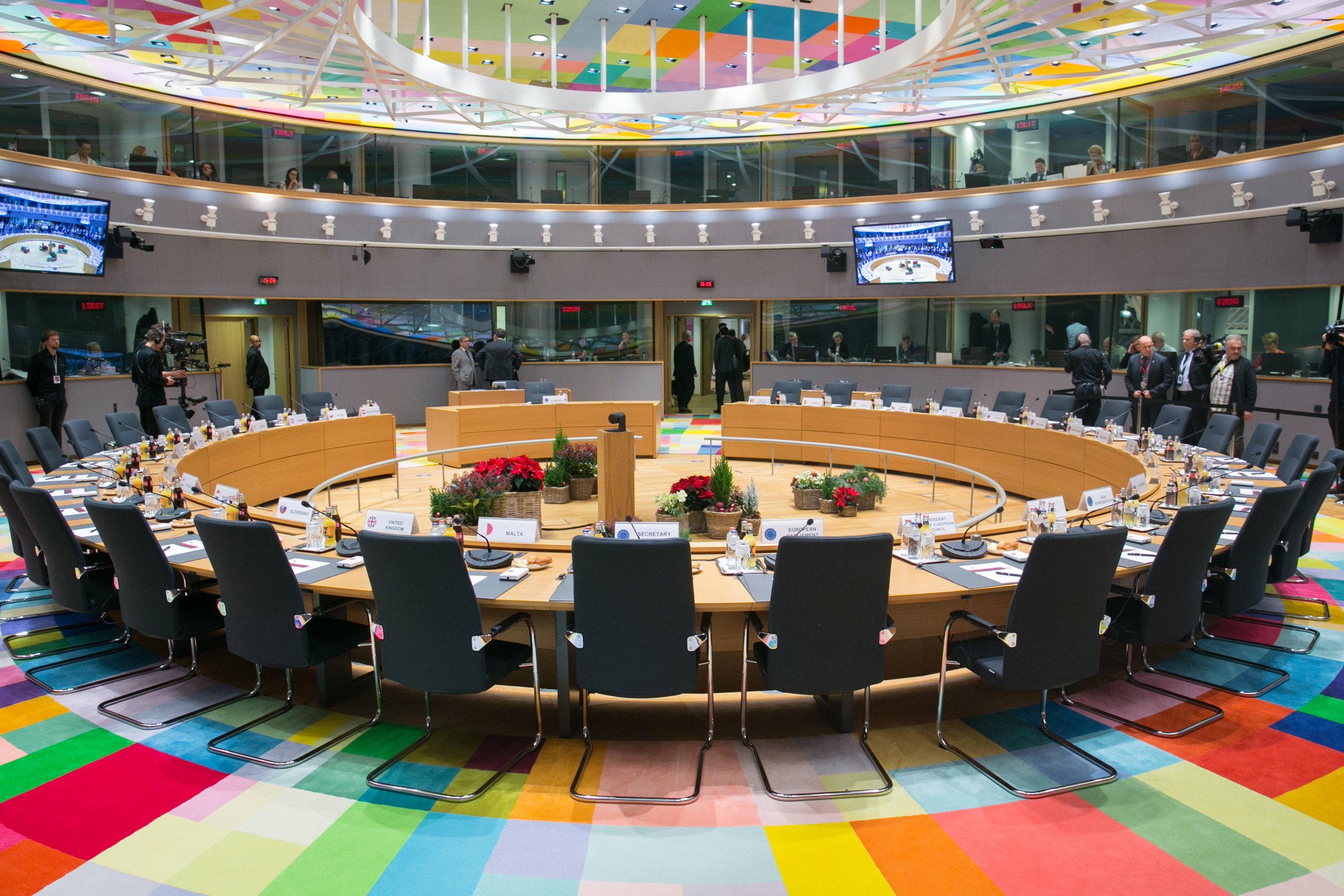
Konstellationen ansvarar bland annat för att förbereda Europeiska rådets möten.

Rådet för allmänna frågor (engelska: General Affairs Council, GAC), även känt som allmänna rådet och formellt rådet i konstellationen allmänna frågor eller rådet (allmänna frågor), är en av konstellationerna inom Europeiska unionens råd med ansvar för att säkerställa samstämmigheten i de olika rådskonstellationernas arbete. Det sammanträder i regel en gång i månaden och består vanligtvis av medlemsstaternas EU- eller utrikesministrar. Europeiska kommissionen företräds av olika kommissionsledamöter beroende på vilken sakfråga som diskuteras, men normalt deltar kommissionsledamoten med ansvar för interinstitutionella förbindelser eller motsvarande.
Ordförande är den rådsmedlem som företräder ordförandelandet. Konstellationen fattar beslut om frågor som rör flera av unionens politikområden, till exempel unionens utvidgning, den fleråriga budgetramen och andra institutionella eller administrativa frågor.
Därutöver ansvarar konstellationen för att, tillsammans med Europeiska rådets ordförande och Europeiska kommissionen, förbereda och säkerställa uppföljningen av Europeiska rådets sammanträden. Detta innefattar att behandla de frågor som Europeiska rådet har förelagt Europeiska unionens råd. Arbetet inom rådet för allmänna frågor bereds av Ständiga representanternas kommitté (Coreper).
Konstellationen är jämte rådet för utrikes frågor den enda som omnämns direkt i unionens fördrag och inrättades genom Lissabonfördraget, som trädde i kraft den 1 december 2009. Dessförinnan existerade istället rådet för allmänna frågor och yttre förbindelser.